# Hymenochaete rheicolor
Hymenochaete rheicolor är en svampart som först beskrevs av Jean François Montagne, och fick sitt nu gällande namn av Joseph-Henri Léveillé 1846. Hymenochaete rheicolor ingår i släktet Hymenochaete och familjen Hymenochaetaceae.   Inga underarter finns listade i Catalogue of Life.